# Срђан Кочић (фудбалер)
Срђан Кочић (Сомбор, 16. фебруара 1999) српски је фудбалер који тренутно наступа за Колубару.

## Каријера
Кочић је тренирао у школи фудбалског клуба Црвенка из истоименог места у општини Кула. Касније је био члан суботичког Спартака, где је по окончању такмичарске 2013/14. изабран за најбољег појединца у пионирској селекцији. Он је потом прешао у редове кулског Хајдука, те је у том клубу играо до 2016. године. Лета исте године приступио је Вождовцу, али се након једне сезоне вратио у Хајдук, одакле је прослеђен Бродарцу на једногодишњу позајмицу. Са омладинцима Бродарца такмичио се у УЕФА Лиги младих, одакле су елиминисани после плеј-оф сусрета са Манчестер јунајтедом. Ту је одиграо и прве сениорске утакмице у Београдској зони. Лета 2018. постао је члан Лазаревачке Колубаре, где је током такмичарске 2018/19. наступао као бонус играч у Српској лиги Београд. Током своје прве сезоне у клубу уписао је 27 лигашких утакмица, као и два наступа у Купу Србије, а постигао је укупно два поготка. Услед одустајања Бежаније од даљег такмичења, Кочић је за екипу Колубаре у Првој лиги Србије дебитовао на отварању сезоне 2019/20.
Након те сезоне, Кочић је лета 2020. године потписао за крушевачки Напредак. У Суперлиги Србије дебитовао је на отварању такмичарске 2020/21, постигавши једини погодак за свој тим у поразу од Партизана на Стадиону Младост. Због игара које је приказивао на почетку сезоне као бонус играч, Кочић је у медијима упоређен са вршњаком Жоаом Феликсом, чланом мадридског Атлетика. Кочић је у трећем првенственом колу погодио за победу против сурдуличког Радника. Уговор с Напретком споразумно је раскинуо почетком децембра 2022, а крајем истог месеца вратио се у Колубару.

## Репрезентација
Кочић је у мају 2014. године добио позив у пионирску репрезентацију Србије за двомеч са одговарајућом селекцијом Мађарске. Он је наредне године учествовао на меморијалном турниру „Миљан Миљанић“, где је наступио против екипе Русије, која је касније освојила прво место. У фебруару 2017. био је позван на селективни камп млађе омладинске репрезентације, код тренера Милоша Велебита, док је у марту наредне године био на списку селекције Србије у узрасту до 19 година, за пријатељске сусрете са екипом Бугарске.

## Статистика

#### Клупска
Ажурирано 5. јануара 2023.
| Клуб                 | Сезона   | Лига                | Лига    | Лига   | Национални куп | Национални куп | Европа  | Европа | Остало  | Остало | Укупно  | Укупно |
| Клуб                 | Сезона   | Дивизија            | Наступа | Голова | Наступа        | Голова         | Наступа | Голова | Наступа | Голова | Наступа | Голова |
| -------------------- | -------- | ------------------- | ------- | ------ | -------------- | -------------- | ------- | ------ | ------- | ------ | ------- | ------ |
|                      |          |                     |         |        |                |                |         |        |         |        |         |        |
| Бродарац (позајмица) | 2017/18. | Београдска зона     | 5       | 0      | —              | —              | —       | —      | 0       | 0      | 5       | 0      |
|                      |          |                     |         |        |                |                |         |        |         |        |         |        |
| Колубара             | 2018/19. | Српска лига Београд | 27      | 2      | 2              | 0              | —       | —      | —       | —      | 29      | 2      |
| Колубара             | 2019/20. | Прва лига Србије    | 28      | 1      | —              | —              | —       | —      | —       | —      | 28      | 1      |
|                      |          |                     |         |        |                |                |         |        |         |        |         |        |
| Напредак Крушевац    | 2020/21. | Суперлига Србије    | 32      | 3      | 1              | 1              | —       | —      | —       | —      | 33      | 4      |
| Напредак Крушевац    | 2021/22. | Суперлига Србије    | 27      | 2      | 1              | 0              | —       | —      | —       | —      | 28      | 2      |
| Напредак Крушевац    | 2022/23. | Суперлига Србије    | 10      | 0      | 0              | 0              | —       | —      | —       | —      | 10      | 0      |
| Напредак Крушевац    | Укупно   | Укупно              | 69      | 5      | 2              | 1              | —       | —      | —       | —      | 71      | 6      |
|                      |          |                     |         |        |                |                |         |        |         |        |         |        |
| Колубара             | 2022/23. | Суперлига Србије    | 0       | 0      | —              | —              | —       | —      | —       | —      | 0       | 0      |
| Колубара             | Укупно   | Укупно              | 55      | 3      | 2              | 0              | —       | —      | —       | —      | 57      | 3      |
|                      |          |                     |         |        |                |                |         |        |         |        |         |        |
| Каријера             | Каријера | Каријера            | 129     | 8      | 4              | 1              | —       | —      | 0       | 0      | 133     | 9      |
|                      |          |                     |         |        |                |                |         |        |         |        |         |        |

### Утакмице у дресу репрезентације
| Репрезентација Србије у узрасту до 16 година старости | Репрезентација Србије у узрасту до 16 година старости                    | Репрезентација Србије у узрасту до 16 година старости                    | Репрезентација Србије у узрасту до 16 година старости                    | Репрезентација Србије у узрасту до 16 година старости                    | Репрезентација Србије у узрасту до 16 година старости                    | Репрезентација Србије у узрасту до 16 година старости                    | Репрезентација Србије у узрасту до 16 година старости | Репрезентација Србије у узрасту до 16 година старости | Репрезентација Србије у узрасту до 16 година старости |
| #                                                     | Датум                                                                    | Такмичење                                                                | Локација                                                                 | Домаћин                                                                  | Резултат                                                                 | Гост                                                                     | Мин.                                                  | Гол                                                   | Реф.                                                  |
| ----------------------------------------------------- | ------------------------------------------------------------------------ | ------------------------------------------------------------------------ | ------------------------------------------------------------------------ | ------------------------------------------------------------------------ | ------------------------------------------------------------------------ | ------------------------------------------------------------------------ | ----------------------------------------------------- | ----------------------------------------------------- | ----------------------------------------------------- |
| 1.                                                    | 3. јун 2015.                                                             | Меморијални турнир „Миљан Миљанић”                                       | Стадион Чукаричког, Баново Брдо                                          | Србија                                                                   | 2 : 3                                                                    | Русија                                                                   | 40'                                                   |                                                       | [ 33 ]                                                |
| 1                                                     | Укупан број утакмица, постигнутих погодака и минута проведених на терену | Укупан број утакмица, постигнутих погодака и минута проведених на терену | Укупан број утакмица, постигнутих погодака и минута проведених на терену | Укупан број утакмица, постигнутих погодака и минута проведених на терену | Укупан број утакмица, постигнутих погодака и минута проведених на терену | Укупан број утакмица, постигнутих погодака и минута проведених на терену | 40                                                    | 0                                                     |                                                       |

| Репрезентација Србије у узрасту до 19 година старости | Репрезентација Србије у узрасту до 19 година старости                    | Репрезентација Србије у узрасту до 19 година старости                    | Репрезентација Србије у узрасту до 19 година старости                    | Репрезентација Србије у узрасту до 19 година старости                    | Репрезентација Србије у узрасту до 19 година старости                    | Репрезентација Србије у узрасту до 19 година старости                    | Репрезентација Србије у узрасту до 19 година старости | Репрезентација Србије у узрасту до 19 година старости | Репрезентација Србије у узрасту до 19 година старости |
| #                                                     | Датум                                                                    | Такмичење                                                                | Локација                                                                 | Домаћин                                                                  | Резултат                                                                 | Гост                                                                     | Мин.                                                  | Гол                                                   | Реф.                                                  |
| ----------------------------------------------------- | ------------------------------------------------------------------------ | ------------------------------------------------------------------------ | ------------------------------------------------------------------------ | ------------------------------------------------------------------------ | ------------------------------------------------------------------------ | ------------------------------------------------------------------------ | ----------------------------------------------------- | ----------------------------------------------------- | ----------------------------------------------------- |
| 1.                                                    | 6. март 2018.                                                            | Пријатељска утакмица                                                     | Стадион у Благоевграду, Благоевград                                      | Бугарска                                                                 | 0 : 1                                                                    | Србија                                                                   | 3'                                                    |                                                       | [ 37 ]                                                |
| 2.                                                    | 8. март 2018.                                                            | Пријатељска утакмица                                                     | Стадион у Симитлију, Симитли                                             | Бугарска                                                                 | 4 : 1                                                                    | Србија                                                                   | 45'                                                   |                                                       | [ 37 ]                                                |
| 2                                                     | Укупан број утакмица, постигнутих погодака и минута проведених на терену | Укупан број утакмица, постигнутих погодака и минута проведених на терену | Укупан број утакмица, постигнутих погодака и минута проведених на терену | Укупан број утакмица, постигнутих погодака и минута проведених на терену | Укупан број утакмица, постигнутих погодака и минута проведених на терену | Укупан број утакмица, постигнутих погодака и минута проведених на терену | 48                                                    | 0                                                     |                                                       |